# 克羅地亞國家男子手球隊
克羅地亞國家手球隊是克羅地亞的國家男子手球隊，由克羅地亞國家手球聯盟（HRS）管理。在1991年之前，克羅地亞人參加南斯拉夫國家男子手球隊。克羅地亞是世界手球界的一支勁旅，在1996年和2004年奧運會上都取得金牌。2008年北京奧運會上克羅地亞也取得第四名。2012年倫敦奧運會上，克羅地亞獲得銅牌。